# Rhaphidophora spuria
Rhaphidophora spuria är en kallaväxtart som först beskrevs av Heinrich Wilhelm Schott, och fick sitt nu gällande namn av Dan Henry Nicolson. Rhaphidophora spuria ingår i släktet Rhaphidophora och familjen kallaväxter. Inga underarter finns listade.